# Francisco Callejón Segura
Francisco Callejón Segura (Pujaire, Níjar, Provincia de Almería, España, 15 de abril de 1998) es un futbolista español. Juega de centrocampista y su actual equipo es el Club Deportivo Estepona de Segunda División RFEF.

## Trayectoria
Nacido en Pujaire, Níjar, Almería, Callejón se unió a las bases de la U.D. Almería en 2010, a la edad de 12 años procedente de la U.D. Pavía. 
El 23 de octubre de 2016, hizo su debut sénior con el Almería B, comenzando en un empate 2-2 fuera contra el CD El Palo en Tercera División. 
Definitivamente fue ascendido al Almería B en enero de 2017, Callejón anotó su primer gol el 15 de enero, en un empate 1-1 ante el UD Ciudad de Torredonjimeno.
El 9 de abril de 2017 hizo su debut en el primer equipo, entrando en la segunda mitad en sustitución de Kalu Uche en un empate 2-2 en casa contra el Real Zaragoza en un encuentro de Segunda División.
Tras ser titular indiscutible y capitán del filial durante dos temporadas, en la temporada 2019-20 fue ascendido como jugador del primer equipo de la U.D. Almería. El 4 de mayo de 2020 la U.D. Almería hace oficial su renovación con el primer equipo hasta 2023.
El 10 de septiembre de 2020, firma por el Betis Deportivo Balompié de la Segunda División B de España, cedido durante una temporada por la Unión Deportiva Almería.
Posteriormente, el 15 de julio de 2021 se hizo oficial su traspaso definitivo al Betis Deportivo Balompié procedente de la U.D. Almería a cambio de 1 millón de euros. Además, el conjunto almeriensista se reservó un 50% de los derechos económicos del futbolista pujaireño, además del 50% de una futura venta.
El 19 de julio de 2022, firma por el Linares Deportivo de Primera División RFEF, donde disputó 36 partidos y marcó dos goles.
En la temporada 2023-24, firma por el CE Sabadell de Primera División RFEF.
El 16 de enero de 2024, firma por el UCAM Murcia Club de Fútbol de Segunda División RFEF.
El 21 de julio de 2024, firma por Club Deportivo Estepona de la Segunda Federación RFEF.

## Clubes
| Club                              | País   | Año         | Partidos | Goles |
| --------------------------------- | ------ | ----------- | -------- | ----- |
| U.D. Almería "B"                  | España | 2017 - 2020 | 76       | 3     |
| U.D. Almería                      | España | 2020 -      | 3        | 0     |
| Betis Deportivo Balompié (cedido) | España | 2020 - 2021 | 16       | 1     |
| Betis Deportivo Balompié          | España | 2021 - 2022 | 25       | 1     |
| Linares Deportivo                 | España | 2022-2023   | 36       | 2     |
| C.E Sabadell                      | España | 2023        | 10       | 1     |
| UCAM Murcia Club de Fútbol        | España | 2024        | 13       | 2     |
| C.D. Estepona                     | España | 2024-2025   |          |       |